# Аґім Чеку
Аґім Чеку (алб. Agim Çeku, хорв. Agim Čeku, серб. Агим Чеку; нар. 29 жовтня 1960, Печ, Югославія) — польовий командир Армії визволення Косова, колишній прем'єр-міністр Косова.

## Біографія
У 1991 р. Чеку в чині капітана дезертував з югославської армії і бився проти сербів на стороні хорватів під час війни за незалежність Хорватії. У 1998 р. Чеку повернувся до Косова і став одним з польових командирів Армії визволення Косова, яка вела партизанську війну проти сербів. Після війни НАТО проти Югославії Чеку очолив «Корпус захисту Косова», що об'єднав колишніх косовських повстанців.
У 2006 р. Чеку був призначений прем'єр-міністром Косова і займав цю посаду до 9 січня 2008 року, поступившись Хашиму Тачі. У квітні того ж року він вступив в Соціал-демократичну партію Косова і очолив її.
Сербія оголосила Чеку в міжнародний розшук у 2002 р. Він, як і низка інших косовських албанців, серед яких і прем'єр-міністр Косова Хашим Тачі, розшукується Сербією за військові злочини і геноцид сербського народу. Згідно з міжнародним ордером Чеку затримувався у Словенії 2003 р., Угорщині 2004 р., Болгарії 2009 р. У всіх випадках арешту країна затримання відмовлялася екстрадувати Чеку до Сербії, оскільки це суперечило місцевому законодавству. У результаті Чеку лише висилали з країни, де він був арештований. Крім того, внаслідок того, що він знаходиться в міжнародному розшуку, у 2009 р. його вислали з Колумбії.